# وادي بطاط
وادي بطاط (بفتح الباء والطاء) هو واد في تهامة أعلاه في بلاد بني سهيم من بلقرن وأسفله في بلاد غامد. تأتي مياهه من التقاء وادي عرشا، ووادي عنقان، ووادي إمخانجن عند قرية الشاطئ حيث يبدأ، ومن سراة بالشهم، وجبال الحمران في غامد، وبعد ذلك تتجه مياهه إلى الشمال الغربي فتصب في وادي الأحسبة.